# Заборщина
Забо́рщина (рос. Заборщина) — присілок у складі Мурашинського району Кіровської області, Росія. Входить до складу Мурашинського сільського поселення.
Населення становить 34 особи (2010, 56 у 2002).
Національний склад станом на 2002 рік — росіяни 96 %.